# Eccremidium brisbanicum
Eccremidium brisbanicum är en bladmossart som beskrevs av Steere och G. A. M. Scott 1973 [1974. Eccremidium brisbanicum ingår i släktet Eccremidium och familjen Ditrichaceae. Inga underarter finns listade i Catalogue of Life.